# 陈碧笙
陈碧笙（1908年—1998年），曾用名陈昭涌、陈雨泉，男，福建福州人，中国历史学家，曾任厦门大学历史系系主任、台湾研究所所长、教授。